# فتح ایروان
فتح ایروان  (به ارمنی Երևանի բերդի գրավումը - به انگلیسی Capture of Yerevan) اشاره به رویدادی است که در طی جنگ ایران و روس صورت گرفت. در جنگ‌های ۱۸۲۶ میلادی، نیروهای عباس میرزا در اکثر جبهه‌ها شکست خورد و وی مجبور به عقب‌نشینی شد. نیروهای روس به فرماندهی ایوان پاسکویچ، قلعه ایروان را محاصره کردند و در اکتبر ۱۸۲۷ میلادی، موفق به اشغال قلعه شدند.

## تاریخ
الکساندر یکم در ۱۸۰۴ میلادی، برای جلب رضایت گرجی‌ها، پاول سیسیانوف را فرمانده عملیات علیه نیروهای ایران کرد. سپاهیان سیسیانوف بدون هیچ گونه مقاومت جدی ای تا نزدیکی واغارشاپات پیشروی کردند و در آنجا، با ارتش ایران روبه رو شدند. پس از درگیری ای خونین، بخشی از ارتش ایران در میان دیوارهای کلیسای جامع اچمیادزین پناه گرفتند و بقیه به ایروان عقب‌نشینی کردند.
به دستور خان ایروان محمدقلی‌خان قاجار از هر خانوار ارمنی شهر یک نفر را گروگان به داخل قلعه آوردند تا مبادا ارمنی‌ها، گرجی‌ها را سرمشق خود قرار دهند. نیروهای سیسیانوف بعد از سه روز جنگ بی‌نتیجه با نیروهای ایرانی محصور در اچمیادزین به سمت قلعه ایروان حرکت و آن را محاصره کردند. آنان از مردم شهر خواستند تا با نیروهای روس همکاری کنند که در غیر این صورت آنان را تنبیه خواهند کرد. محاصره ایروان بی‌نتیجه بود. در نتیجه، نیروهای سیسیانوف پس از غارت اهالی بی دفاع شهر عقب‌نشینی و در سر راه خود، کلیسای جامع اچمیادزین را نیز به تلافی شکست خود غارت کردند. خان نیز به نوبه خود تلافی شکست‌هایش را بر سر اهالی شهر درآورد و تعدادی از آنان را به جرم همکاری با نیروهای روس سربرید و تعدادی از خانوارها را نیز از شهر تبعید کرد.
دربار ایران به علت نارضایتی از عملکرد خان ایروان در مقابل نیروهای روس به جای محمدقلی‌خان قاجار ابتدا مهدی‌قلی‌خان قاجار و سپس احمدخان مقدم مراغه‌ای را به سمت حاکم ایروان منصوب کرد. یک سال بعد نیز، حسین خان سردار ایروانی، را که از اقوام نزدیکش بود به حاکمیت ایروان برگزید و او نیز برادرش، حسن خان را معاون خود کرد.
نیروهای روس در پاییز ۱۸۰۸ میلادی به فرماندهی ایوان گودویچ از دو جبهه دست به حمله علیه ایران زدند. آنها در مناطق شکی، شروان و مغان به موفقیت‌هایی دست یافتند ولی نتوانستند با محاصره قلعه ایروان آن را فتح کنند. در نتیجه، پس از سه ماه مجبور به عقب‌نشینی شدند. این بار نیز حسینقلی خان سردار ایروانی همچون دفعه قبل تعدادی از ارمنی‌های شهر و همچنین جاثلیق را، برای نظارت و مهار ارمنی‌های مناطق دیگر، در قلعه گروگان گرفت که البته جاثلیق به علت بیماری در قلعه درگذشت.
حسینقلی خان، بدون توجه به وضعیت حساس منطقه، نارضایتی شدید اهالی و خطر روس‌ها، همچون خان‌های قبلی سعی در افزایش درآمد خود داشت. این امر باعث ستم به اهالی و بالا گرفتن نارضایتی آنان و به خصوص، نارضایتی از ستم‌هایی شد که برادر حسینقلی خان در حق اهالی روا می‌داشت. از این وضعیت روس‌ها به خوبی استفاده و خود را ارتش آزادی‌بخش ملل قفقاز از ستم خان‌های محلی معرفی کردند.
در جنگ‌های ایران و روس نیروهای عباس میرزا در اکثر جبهه‌ها شکست خورد و وی مجبور به عقب‌نشینی شد. نیروهای روس به فرماندهی ایوان پاسکویچ قلعه ایروان را محاصره کردند و در اکتبر ۱۸۲۷ میلادی، موفق به اشغال قلعه شدند که بر اثر آتش ممتد توپخانه تبدیل به تپه‌ای بزرگ از ویرانه‌ها شده بود. روس‌ها پس از اشغال ایروان به سمت جنوب حرکت کردند و پس از گذشتن از رود ارس، شهرهای تبریز و اردبیل را تحت اشغال درآورند و سپس، آماده حرکت به سمت قزوین شدند. در این حین، مذاکرات صلح آغاز و طبق عهدنامه ترکمانچای رود ارس مرز تعیین شد.
خاچاطور آبوویان در کتاب زخم‌های ارمنستان در این باره می‌نویسد:
قلعه ایروان در دود گم شد. پنج روز و پنج شب کوه و دره می‌غرید. مثل اینکه آتش سدوم و عموره از بالا می‌بارید. قلعه ایروان گاهی مثل چراغ روغن نورانی می‌شد و سپس خاموش می‌گردید. آنقدر گلوله توپ به سر و قلبش خورده بود که جانش به لبش رسیده بود.»